# Idea di un'isola
Idea di un'isola è un documentario del 1967 diretto da Roberto Rossellini.